# Amauroderma subrugosum
Amauroderma subrugosum är en svampart som först beskrevs av Bres. & Pat., och fick sitt nu gällande namn av Torrend 1920. Amauroderma subrugosum ingår i släktet Amauroderma och familjen Ganodermataceae.   Inga underarter finns listade i Catalogue of Life.